# Східносередземноморський газогін
Східносередземноморський газогін (англ. Eastern Mediterranean pipeline, EastMed) — планований підводний газогін природного газу, що безпосередньо сполучає енергоресурси Східного Середземномор'я з материковою Грецією через Кіпр та Крит Проект, має транспортувати природний газ із прибережних родовищ Левантійського моря до Греції та спільно з газагонами Посейдон та Комотіні – Стара-Загора до Італії та інших європейських регіонів. Газогін матиме завдовжки приблизно 1900 км, прямуватиме глибинами до 3 км та матиме пропускну спроможність до 10 млрд м³/рік.  Очікується, що кошторисна вартість складе приблизно 6 млрд. євро. Проект розробляється IGI Poseidon S.A., 50-50% спільним підприємством між грецькою газовою компанією DEPA та італійською газовою компанією Edison.

## Історія
2 січня 2020 року представники Греції, Кіпру та Ізраїлю в Афінах підписали угоду про будівництво газагону.  Угода включає положення щодо забезпечення безпеки газагону та загального податкового режиму. Уряд Ізраїлю ратифікував підписання угоди 19 липня 2020 року, що дозволило розпочати будівництво. Будівництво газогону планується завершити до 2025 року.

## Маршрут
Газогін має транспортувати газ з родовищ Левіафан (Ізраїль) та Афродита (Кіпр) у Східному Середземномор'ї до Європи. Газогін стартуватиме від місць видобутку у родовище Левіафан і прямуватиме до компресорної станції на Кіпрі. Від Кіпру газогін прямуватиме на захід приблизно 700 км, глибинами до 3 км до сходного Криту. Компресорна станція на Криті дозволить постачати природний газ на острів. З Криту трубопровід прямуватиме на північний захід до на східного Пелопоннесу, поблизу села Агіос-Фокас. Далі перетинатиме Пелопоннес у північно-західному напрямку, затоку Патраїкос, уздовж західного узбережжя материкової Греції, закінчується в регіоні Теспротія. Звідти планований газогін «Посейдон» має прямувати до Італії.